# Alexander Javajishvili
Alexander Nikoláyevich Javajishvili (en georgiano: ალექსანდრე ნიკოლოზის ძე ჯავახიშვილი; 17 de agosto de 1875, Gori, Tiflis, Imperio ruso - 22 de enero de 1973, Tiflis, RSS de Georgia, URSS), fue un geógrafo y antropólogo georgiano y soviético.
El catedrático A. N. Javajishvili fue uno de los geógrafos y antropólogos mayores de la Unión Soviética. Fue el fundador de la geografía soviética-georgiana que, bajo su mando, se convirtió en una escuela. Sus calificaciones y premios incluyen Dóktor nauk (1937), reconocimiento como Académico de la Academia de Ciencias de Georgia (1944), Científico por Mérito, miembro honorario de la Sociedad Geográfica de la URSS y ganador del Premio Estatal de la República Socialista Soviética de Georgia.

## Biografía
Javajishvili nació el 5 de agostojul./ 17 de agosto de 1875greg., en la ciudad de Gori, entonces parte de la gobernación de Tiflis, una de las dos gobernaciones en las que se dividía Georgia dentro del Imperio ruso en aquellos años. Era hijo de un funcionario del gobierno georgiano. Javajishvili comenzó sus estudios en Tiflis en el Gymnasium georgiano para hijos de la nobleza.
Dejó el Gymnasyum de Georgia en 1887 y prosiguió sus estudios en el Segundo Gymnasyum Clásico para chicos de Tiflis. En 1895 completó el curso, ganando una medalla de oro y el derecho a una beca estatal en la Universidad de Moscú, donde se convirtió en estudiante de física y matemáticas en su subdepartamento de Ciencias Naturales.
En 1900 Javajishvili se graduó con honores en el Departamento de Física y Matemáticas y fue invitado a permanecer en la Universidad para prepararse para una cátedra. Ya en 1899 comenzó a trabajar como asistente en química orgánica, que en aquel momento le interesaba especialmente.

## Actividades científicas
Sus investigaciones, a las que dedicó muchos años de su vida, resolvieron los problemas cardinales de la antropología de la población contemporánea del Cáucaso; los resultados de sus investigaciones se hicieron ampliamente conocidos en el mundo científico. Era un científico nato y, debido a su excepcional determinación, sus numerosos trabajos cubrieron casi todos los problemas geográficos de Georgia: geomorfología, cartografía, distribución geográfica de la población, problemas relacionados con diversas peculiaridades de la tierra y su gente, y el variado terreno del país; Tampoco escapó a su atención la historia geográfica de Georgia.
Los trabajos teóricos de Javajishvili fueron una contribución significativa a la ciencia geográfica soviética; entre ellas se encuentran publicaciones dedicadas a la estructura de esta ciencia, a las interrelaciones entre las ciencias que componen la geografía general y a sus vínculos con las ciencias adyacentes que forman parte de la geografía de la Tierra.
La cantidad de trabajo que Javajishvili realizó en beneficio de la ciencia y el conocimiento es más de lo que normalmente se podría esperar que hiciera un hombre; por lo tanto, se le puede considerar, junto con Vajushti Bagrationi, el fundador de la geografía en Georgia.

## Premios
En 1955, el Ministerio de Educación de la República Socialista Soviética de Georgia otorgó a Javajishvili la insignia de «Excelente educador». El gobierno soviético apreció mucho las actividades científicas y públicas de Javajishvili y le concedió la Orden de Lenin, la Orden de la Bandera Roja del Trabajo dos veces y la Medalla «Por sus destacados servicios durante la Gran Guerra Patria de 1941-1945».

## Obras
- საქართველოს გეოგრაფია, ტ. 1 - გეომორფოლოგია (ატლასით), ტფ., 1926;
- საქართველოს სსრ ფიზიკური გეოგრაფია (სახელმძღ ვანელო 7 კლასისთვის), გამოც. 35-ე, თბ., 1983;
- Антропология Грузии (т. 1-2, 1908-14);
- Геоморфологические районы Грузинской ССР. М-Л., 1947;
- К структуру географической науки, 1956.